# Chasco-ruivo
O chasco-ruivo (Oenanthe hispanica) é uma ave passeriforme da subfamília Turdinae, típica da Europa e Norte de África.
O macho possui uma máscara preta envolvendo apenas os olhos (ou também a garganta), destacando-se na cor o amarelo da cabeça e dorso. O peito e o ventre são no mesmo tom mas mais claro. As asas e a cauda são pretas. Bico e patas escuros. A fêmea tem tons menos contrastados que o macho e mais acastanhados sendo a máscara facial menos evidente.
Distribuição: Na Europa a sua área de distribuição compreende a Albânia, Bulgária, Croácia, Espanha, França, Grécia, Itália, Portugal e Roménia.
Alimentação: Insectos, tais como gafanhotos, aranhas, entre outros.
Reprodução: Nidifica a partir de Abril e Maio nas fendas dos muros ou rochas junto ao solo. Os ovos apresentam um tom azulado.

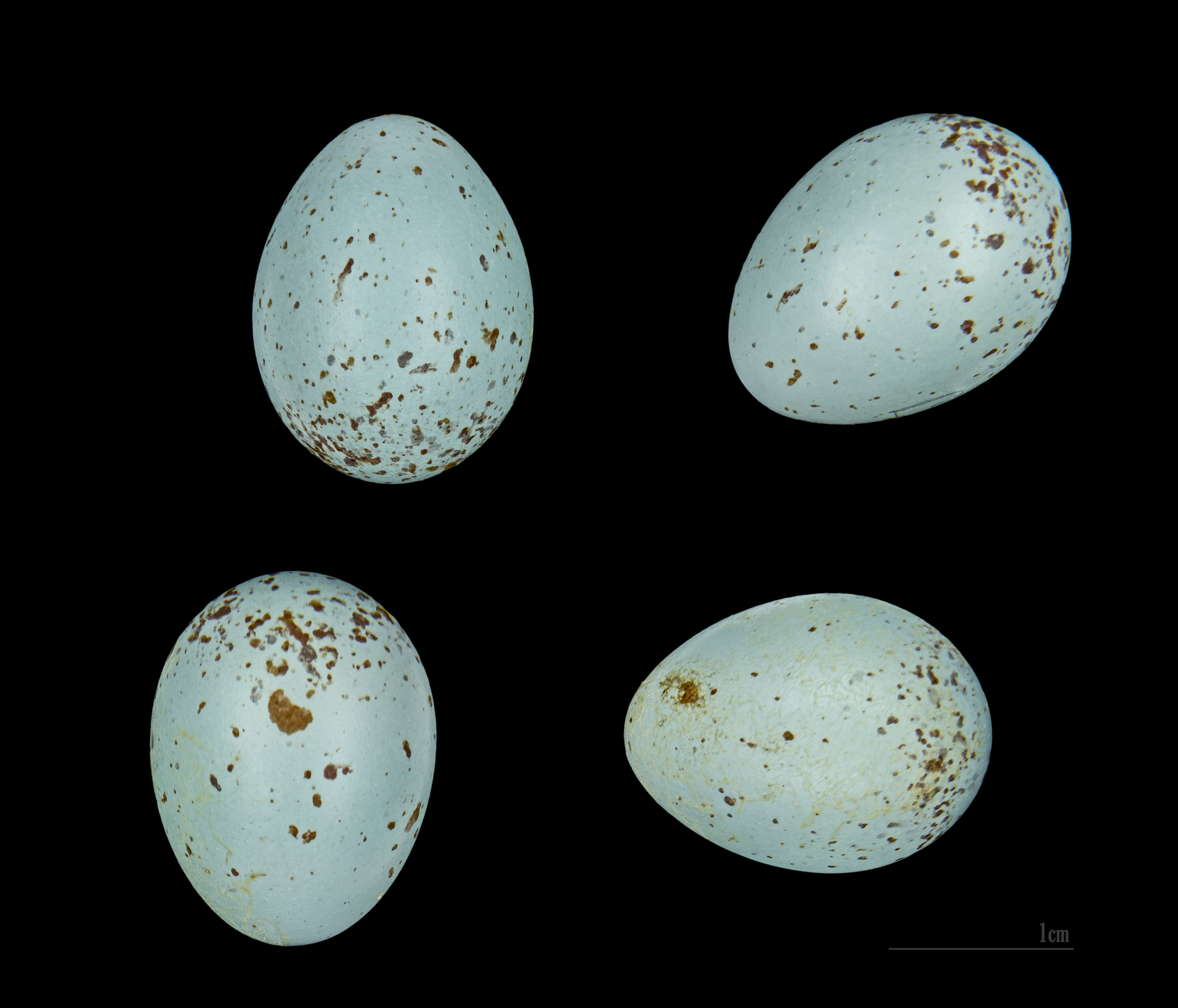
Oenanthe hispanica MHNT